# Euloxia argocnemis
Euloxia argocnemis är en fjärilsart som beskrevs av Edward Meyrick 1888. Euloxia argocnemis ingår i släktet Euloxia och familjen mätare. Inga underarter finns listade i Catalogue of Life.